# Pluteus angustisporus
Pluteus angustisporus är en svampart som beskrevs av Singer 1959. Pluteus angustisporus ingår i släktet Pluteus och familjen Pluteaceae.   Inga underarter finns listade i Catalogue of Life.